# Lunenburg, Nova Scotia
Lunenburg là một thị trấn cảng nằm bên bờ biển phía nam thuộc Nam Nova Scotia, tỉnh Nova Scotia, Canada. Được thành lập vào năm 1753, thị trấn như là nỗ lực của người Anh định cư Kháng Cách tại Nova Scotia nhằm thay thế những người bản địa Miꞌkmaq và Acadian.
Nền kinh tế theo truyền thống dựa chủ yếu vào nghề đánh bắt cá xa bờ và ngày nay Lunenburg là nơi có nhà máy chế biến cá thứ cấp lớn nhất của Canada. Thị trấn phát triển mạnh vào cuối những năm 1800, và phần lớn kiến trúc lịch sử có từ thời kỳ đó.
Thị trấn được UNESCO công nhận là Di sản thế giới từ năm 1995 như là ví dụ điển hình nhất về khu định cư thuộc địa của Anh ở Bắc Mỹ mà vẫn giữ nguyên bố cục và diện mạo ban đầu, bao gồm cả kiến trúc bằng gỗ địa phương. Vùng lõi của thị trấn cũng là một Di tích Lịch sử Quốc gia Canada.

## Tên
Lunenburg được thành lập năm 1753 và được đặt tên của Công tước của Brunswick-Lunenburg, người sau đó trở thành vua George II của Anh. Các cư dân Acadiann đã di rời khỏi địa điểm này, nơi mà trước đó họ gọi là Mirliguèche, tên đánh vần tiếng Pháp của một người Mi'kmaq không chắc chắn. Còn những người Mi'kmaq gọi nó là āseedĭk, có nghĩa là vùng đất của những người cô độc.